# Снайпер (фільм, 1931)
«Сна́йпер» (інша назва: «Мистецтво вбивати») — радянський художній військовий фільм 1931 року режисера Семена Тимошенка. Один з перших радянських звукових фільмів.

## Сюжет
Під час Першої світової війни головний герой фільму, колишній робітник-металург, який прибув до Франції у складі російського експедиційного корпусу, знищує німецького снайпера. З документів убитого він дізнається, що його противник у минулому був робітником металургійного заводу. Це наводить героя фільму на думку про необхідність солідарності між робітниками і класової відмінності зі своїм начальником — капітаном царської армії. Після війни солдат повертається в Радянську Росію, де починає працювати бригадиром депо на залізничній прикордонній станції. На неї нападають бандити. Беручи участь у відбитті нападу, бригадир вбиває ватажка нападників, в якому він упізнає свого колишнього командира.

## У ролях
- Петро Соболевський —  російський солдат
- Борис Шліхтінг —  капітан
- Петро Кириллов —  німецький снайпер
- Володимир Гардін —  генерал
- Петро Пирогов — епізод
- Еміль Галь —  французький офіцер
- Леонід Кміт —  ледар Віктор
- Борис Феодосьєв — офіцер

## Знімальна група
- Режисер — Семен Тимошенко
- Сценарист — Семен Тимошенко
- Оператор — Володимир Данашевський
- Композитор — Микола Малаховський
- Художник — Євген Єней